# 八国联军之役
八国联军之役，中國大陸称八国联军侵华战争、庚子战争，聯軍方則稱國際使館圍城戰、北京使館區圍城戰、國際公使館包圍戰、國際公使館圍攻事件（英語：Siege of the International Legations、德語：、俄語：、日语：／），是指1900年（清光緒二十六年）清朝向俄、德、法、美、日、奧、英宣战后，八国派遣的聯合遠征軍，以保護駐京使馆及僑民为名，与排外的義和團作战，并与一度支持义和团的清朝（仅北部，见东南互保）之间的战争。派遣的聯合遠征軍開始時總人數約1至3萬人，後來增至約5至10萬人，日军人数最多，三万数千兵过半，其次俄軍，並間接導致海蘭泡慘案；組八國聯軍並參與來主導軍事行動，成功鎮壓義和團。
义和团溃败以及京津一帶清軍的潰敗，迫使慈禧太后和光绪帝逃往陝西西安，清廷自稱「庚子西狩」；由於首都被攻破，最終加上西、比、荷等列強紛至沓來，清廷與包含派兵八國在內的十一國簽訂《辛丑條約》，懲戒相關官員，與審判拳民對洋人與本地基督徒所犯罪行（列強也要求平反部分大清官員），付出龐大的賠款（後部分歸還），並喪失多項主權，各国取得在北京驻军、俄國在東北驻军及建筑要塞特权。國內方面，雖然自立軍等，企圖藉八國聯軍勢推翻清政府未果，但影響所及，東南省分連合互保，與中央的離心程度更大，加上清帝國內部及遼東（滿洲平原）之權力平衡，亦受重大衝擊，間接導致同意變法，清廷衰落、走向革命，日俄衝突等變化。

## 起因

### 戊戌變法後的余波
清廷自鸦片战争战败之后，在多次对外战争中又接连失利，屡屡割地赔款，列強紛在中國強租港灣、劃分勢力範圍，慈禧太后的憤怒情緒日漸增長。
1898年，在慈禧默許下，光緒帝任用康有為、梁啟超等推行變法，拟仿照西方制度，因守舊派反對，變法操之過急，光緒帝急於變法的成功，採納康有為、梁啟超意見，跳過慈禧任命袁世凱，並要求袁世凱派新軍圍頤和園，被慈禧得知，發動戊戌政變囚禁光緒帝，並打算廢光緒帝另立新帝；列強多支持光緒帝，而日本、英國甚至協助康、梁等人逃離中國，他們在日本逃亡時仍在繼續進行反慈禧活動。事後，慈禧軟禁光緒帝於中南海瀛臺。

### 拳民暴动

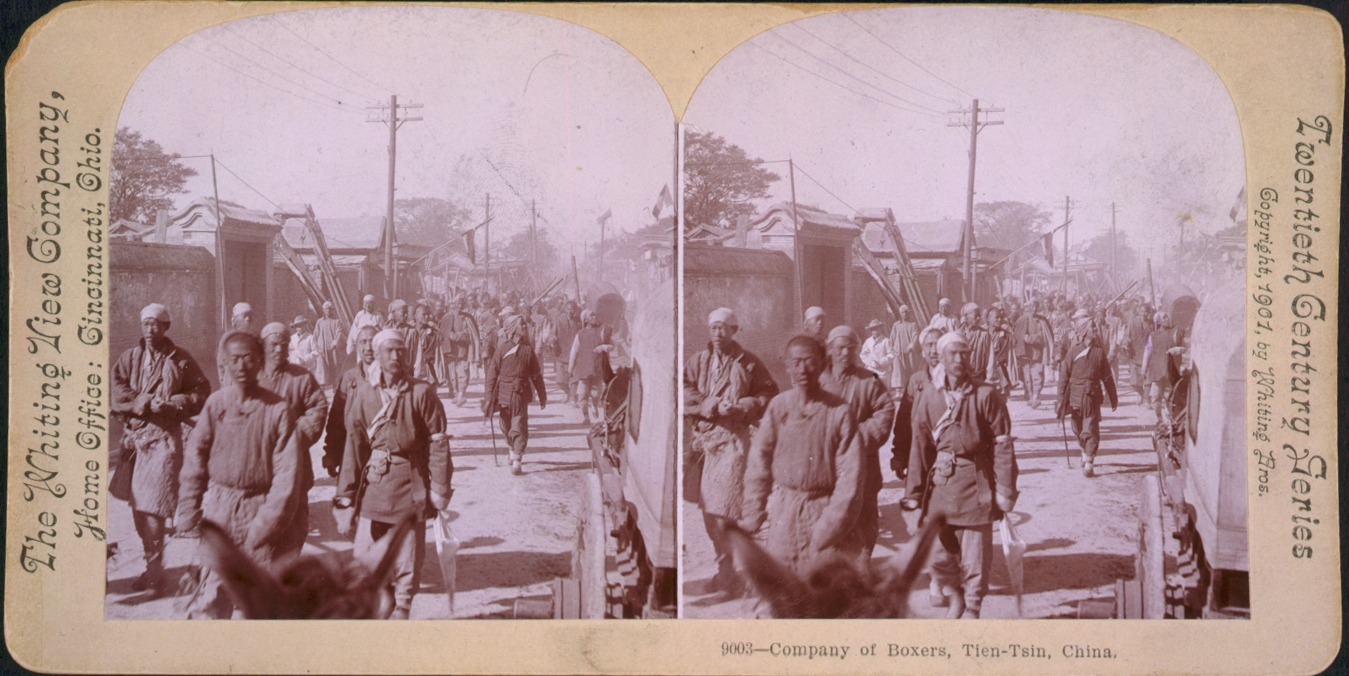
位於天津的義和團

被嚴重破壞的使館區

義和團原為山東省一些學習神打的拳民組織，初為山東巡撫毓賢利用來抗衡教會、威嚇教民脫離基督教會；後在各國壓力下，清廷改派袁世凱入魯取締，義和團乃轉移至順天府、涿州等地，京师亦渐有拳民活动。
當時，慈禧太后一改過去對洋務運動與戊戌變法的開放態度，信任閉塞愚昧的守舊大臣，竟聽信毓賢之言，相信團民能「神靈附體」、「刀槍不入」、「槍砲不傷」，欲借助義和團之力排外；她派軍機大臣剛毅往涿州視察，剛毅回奏稱：「天降義和團，以滅洋人」。在部分朝廷親貴支持下，義和團開始以「扶清滅洋」為口號，大舉進京勤王，到處殺害外國人及中国的基督徒，燒教堂、拆電線、毀鐵路，捣毁一切外国来的东西，对任何使用“洋物”的中国人都冠以“二鬼子”的称呼，抓住就杀。

### 使馆区自救
各國公使要求清廷取締義和團的反西方殖民者的行為，但未獲回應。1900年5月31日，北京東交民巷外國使館要求加強保護。清廷要求使馆人员离京暂避，各使馆聞之均感不耐，不但不允反而要求直接在北京驻军，清廷最终同意英、俄、法、美、意、日六國從天津派水兵及海軍陸戰隊349人登岸，乘火車於當晚抵北京控制治安。6月3日，德、奧又派兵83人抵京。北京東交民巷各使館築起防禦工事，由英國全權公使竇納樂負責指揮抵抗。使館區內被圍者約3000人，當中2000人為尋求保護之華人，外國男性400人，女性147人，兒童76人。保護使館的包括409名外國水兵及陸戰隊員，配備三支機關槍及四門小火炮。使館內有足夠水井及糧食。

### 联军出兵
6月10日，北京使館對外通訊斷絕。各國駐天津領事及海軍將領召開會議後，決定組成2000人聯軍趕往搶救，未经清廷允许，由英國皇家海軍中將西摩爾於次日乘火車前往北京。此事釀成開戰的導火線。

## 經過

一個拿著旗上寫著“欽命義和團糧臺”字樣的義和團拳民

### 先头部队入京受阻
6月11日，日本駐清使館書記杉山彬被剛調入京的清兵甘軍所殺。
6月11日，西摩爾率領之聯軍二千餘人，從大沽出發，經天津向北京推進。團民拆毀天津到北京的鐵路，又設下埋伏，在廊坊和楊村之間包圍擅闯的聯軍。數千團民及二千名清軍（聶士成指揮之武衞前軍）在廊坊襲擊聯軍，西方聯軍死傷近四百人，只得就地防守。清廷将此役称为“廊坊大捷”。
6月12日，义和团拳民400人攻進天津紫竹林租界。
6月14日，德國驻华公使克林德率士兵攻擊圍聚在使館周圍的義和团拳民，下令見義和团民杀无赦，打死約30個中國人。
6月15日，慈禧以光緒帝名義下旨，令在任兩廣總督李鴻章，以及山東巡撫袁世凱速入京；兩人因東南互保的事宜，均未赴召。
6月16日，天津租界之對外電報中斷。各國海軍將領會議，決定佔領大沽口炮台。同日，慈禧召開御前會議後，發出解散拳民的上諭。
6月17日，大沽炮台陷落。據惲毓鼎記載，此時慈禧太后收到一則洋人照會，內容包括要求她歸政光緒帝（此事真偽存疑）；於是太后態度一百八十度轉變，命載勛任步軍統領九門提督，會剛毅、載漪、載濂、載瀾等親貴統領義和團。
6月20日，德使克林德代表各國前往總理衙門要求保護，途中被清軍神機營章京恩海伏擊殺死。

### 清朝对十一國宣战

被砲擊後的天津城牆

八國聯軍進入天津時的城門

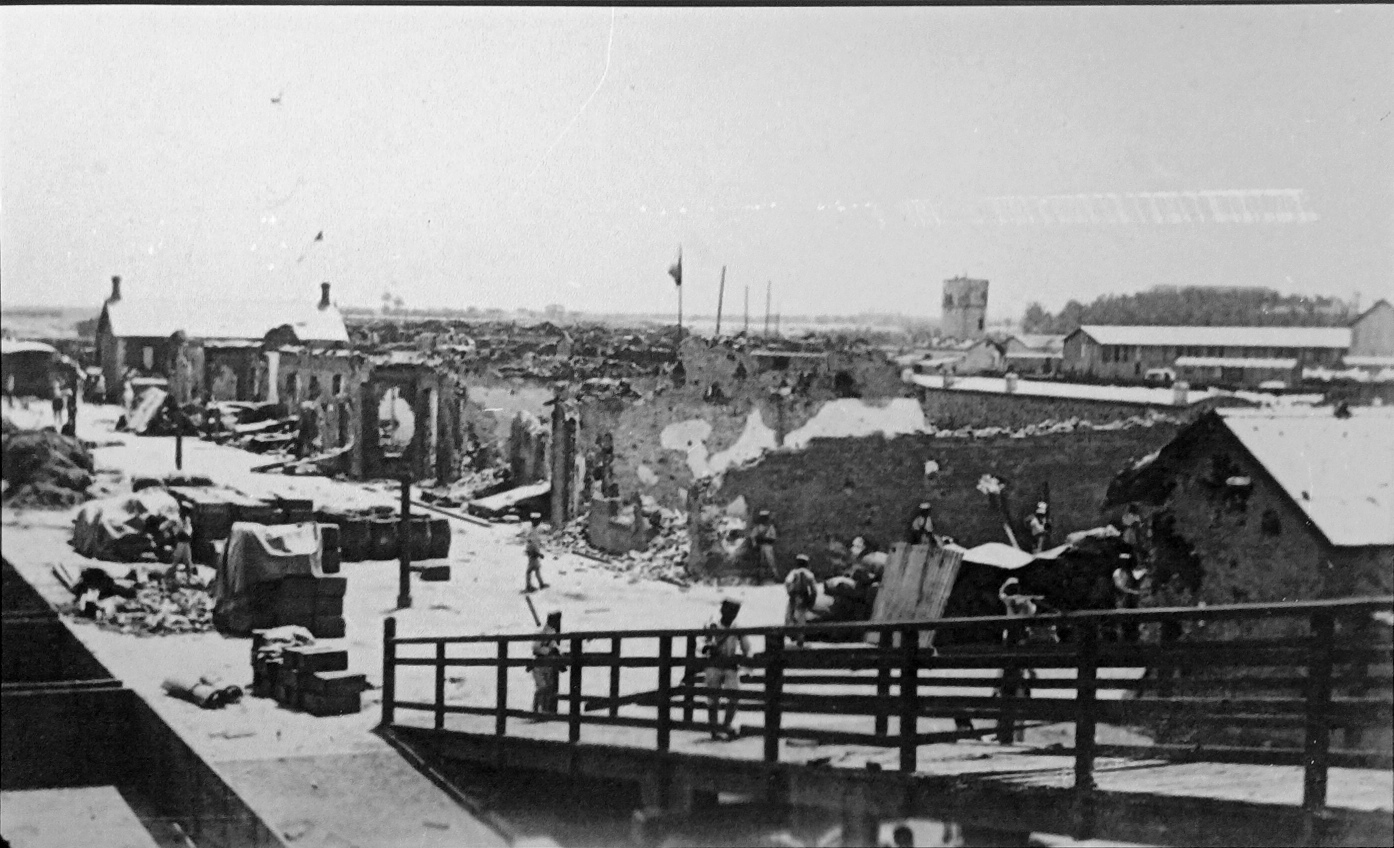
被八国联军摧毁的天津火车站

聯軍進入北京通過的水門

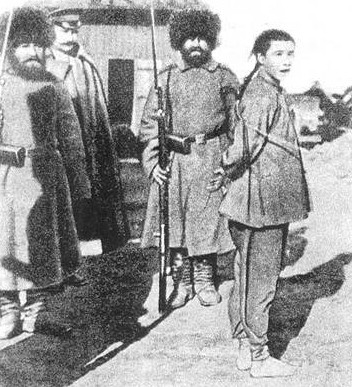
海兰泡惨案中，俄军绑缚中国人准备屠杀

6月21日，慈禧太后以光绪帝的名義发布上谕（宣战诏书），號召全國軍民抵抗外国人；同時，還懸賞捕殺洋人：“殺一洋人賞五十兩、洋婦四十兩、洋孩三十兩”。義和團及官軍（主要為榮祿手下之甘軍）開始圍攻使館區。
6月23日，聯軍自大沽登陸，解西摩爾之圍。
6月25日，清廷當權派載漪、載勛、載濂、載瀅等率拳民六十多人奔瀛台欲弒光緒帝，為慈禧太后所阻而未果。慈禧太后諭榮祿停攻使館，並送蔬果食物等往使館慰問。
6月27日，300多名威海衛华勇营代表英軍對華作戰，攻佔了北洋軍的軍火庫，並在7月9日攻佔了海關署的軍火庫；7月13、14二日與聯軍會合佔領了天津城，隨後又直撲北京，隨聯軍參加了解救公使館區的一系列戰鬥。
6月28日，清軍復攻使館。
7月9日，聶士成於天津城南戰死。14日，聯軍佔領天津；直隸總督裕祿兵敗自殺。
7月14日，天津城失守，八国联军占领天津后成立天津地区临时军政府，管理天津。由此，天津经历了长达两年的外国军队占领时期（直到1902年8月15日，清政府代表袁世凯接管天津政权为止）。
7月16日，俄軍於黑龍江海蘭泡越境，悉數屠殺清民六千多人，史称海兰泡惨案。
7月26日，慈禧太后以李秉衡掌京郊武衛軍，防守京畿。
7月28日，主和的大臣許景澄及袁昶被處死。
8月2日，聯軍集兵二萬自天津沿運河兩岸進發；4日進逼北京，儘管當時京津之間的清軍及拳民合計有15萬之多，但聯軍沿途並未遭遇強力抵抗。不過時值仲夏，氣候炎熱潮濕，加上沿途濃密的玉米田地形成天然屏障，為聯軍進軍增添了困難。
8月11日，清廷處死主和的大臣聯元、立山及徐用儀。李秉衡兵敗退於通州自殺。
8月14日凌晨，聯軍英、美、法、俄、日五国來到北京城外，發起總攻擊——俄军攻东直门，日军攻朝阳门，美军攻东便门。俄軍與日軍面對的城牆較高，且遭遇的抵抗較強，各自陣亡了約100人；而美軍進攻的東便門城牆較低，且離清軍火力較遠。上午11时，美軍使用雲梯，讓第九步兵队带着星条旗爬上城牆，成為最先攻入外城的部隊；美軍雖入外城，但被清軍的炮火壓制，難以繼續前進。英军中午始达北京，攻广渠门，至下午2时许攻入。晚上9时，俄、日军分由东直、朝阳二门突入。15日，聯軍逐步攻佔北京各城門，與清軍在城內展開巷戰；至當晚，聯軍已基本佔領全城。

### 清廷西逃与求和
慈禧太后、光緒帝和親貴大臣倉皇離京，珍妃遭投井溺斃。慈禧太后等人先逃至懷來縣，又輾轉逃亡至大同、太原，最後來到西安；在西安，太后以皇帝名義下詔罪己，召慶親王奕劻和兩廣總督李鴻章與聯軍議和。并于翌年签订《辛丑条约》，得以返回北京。

### 八國联军佔領北京

義大利騎兵

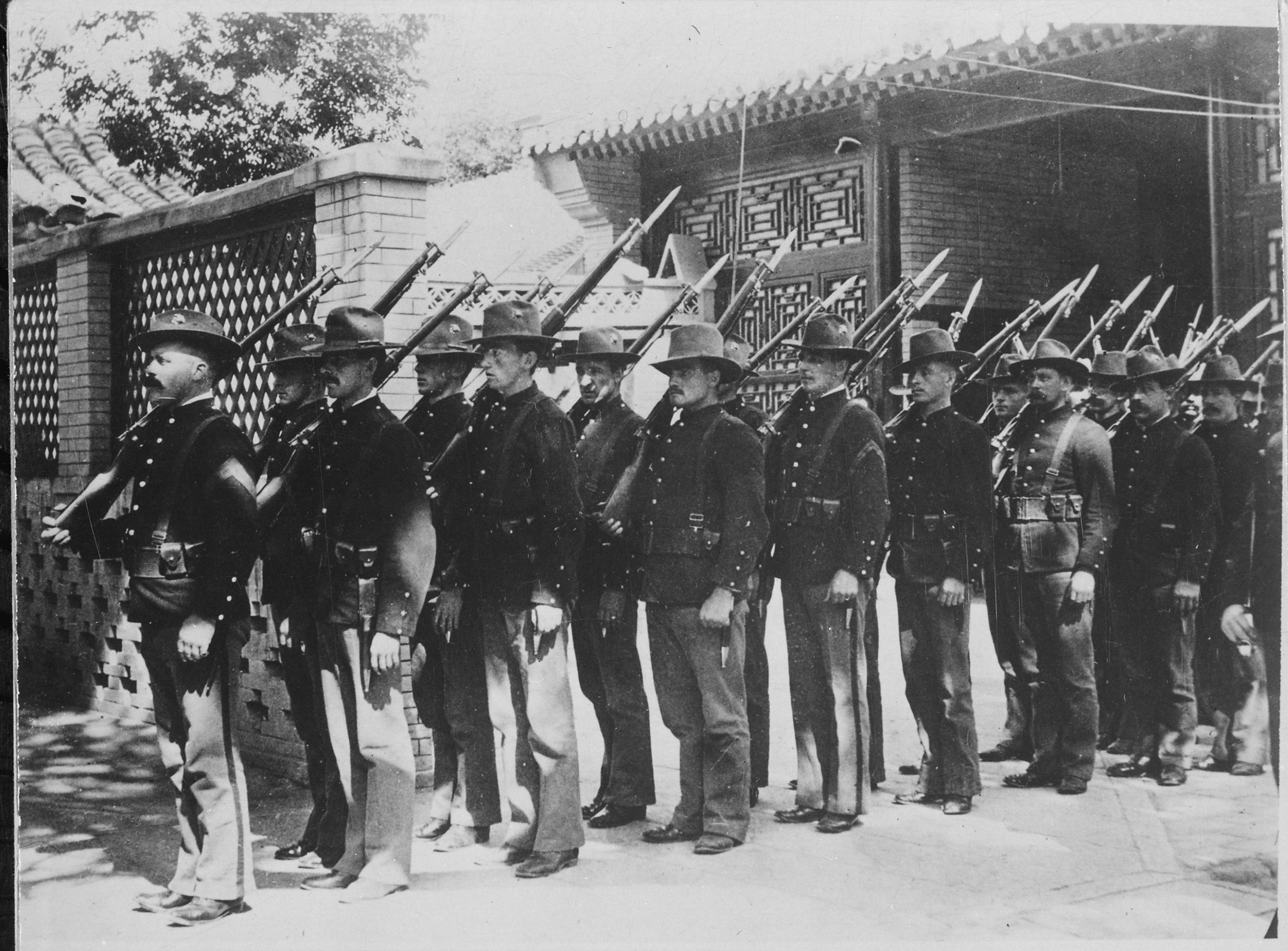
美國海軍陸戰隊

紫禁城內的八國聯軍

八国联军攻进北京后，实行分区占领，北京城被划为德、英、法、美、俄、日等国占领区。
| 八国                     | 占领部分         |
| ------------------------ | ---------------- |
| 北京外城                 |                  |
| 德国                     | 西北区           |
| 美国                     | 西南区           |
| 英国                     | 东南区           |
| 北京内城                 |                  |
| 日本                     | 东城及西城的北部 |
| 俄国                     | 东城的南部       |
| 德国                     | 东城的南部       |
| 英国                     | 西城的南部       |
| 法国                     | 西城的中部       |
| 意大利                   | 东西城各占一块   |
| 不包括“紫禁城”的皇城     |                  |
| 英国、日本、德国         | 皇城东部         |
| 美国、意大利、法国、俄国 | 皇城西部         |

8月17日，八國联军的代表见面，认为联军应该继续战斗直到把北京乃至全国的反抗力量粉碎。
8月28日，八國聯軍行軍穿越紫禁城，象征性地展示聯軍完全占领北京，清廷对此提出抗议，联军承诺不会占领紫禁城，但如果行軍穿越遭到抵抗的话，可能会摧毁紫禁城，后清廷屈服開門。

### 剿灭义和团

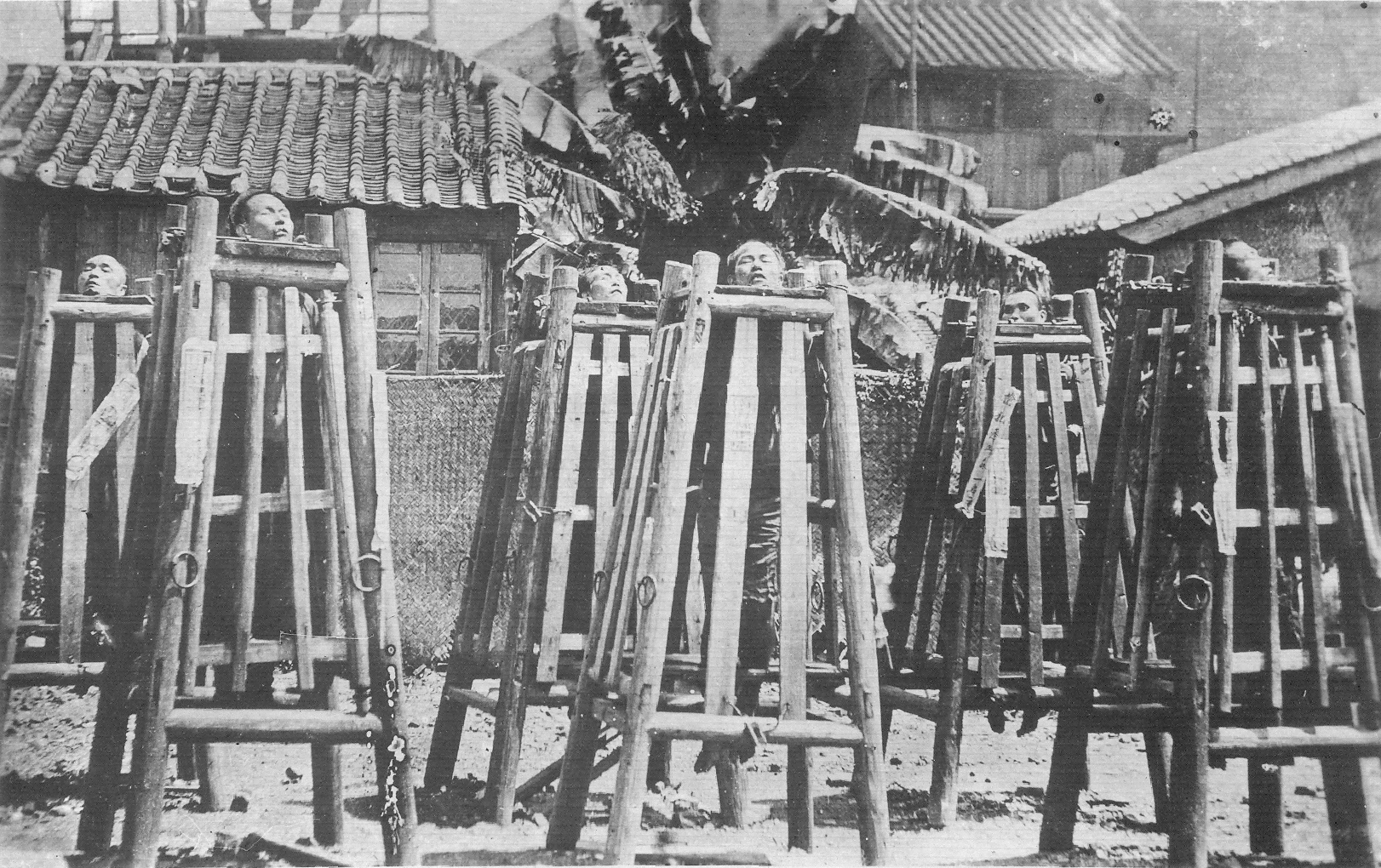
戰後被立枷處死的義和團拳民

德皇威廉二世7月2日發佈命令：「你們知道，你們在面對一個狡猾的、勇敢的、武備良好的和殘忍的敵人。假如你們遇到他，記住：不要同情他，不要接收戰俘。你們要勇敢地作戰，讓中國人在一千年後還不敢窺視德國人。」威廉二世的這段講話是對5世紀匈人入侵歐洲的回憶。後來這段話也在第一次世界大戰中被英國人借用來貶損他們的德國敵人。9月，德國陸軍元帥阿爾弗雷德·馮·瓦德西被推為聯軍總司令。德軍在北京陷落之後兩個月才到達中國。
此後聯軍陸續增兵至十萬，由京津出兵，分攻山海關、保定、正定等地，甚至進入山西境內。同時，俄國單獨調集步兵、騎兵十七萬，分六路進佔南滿洲。

### 和談締約

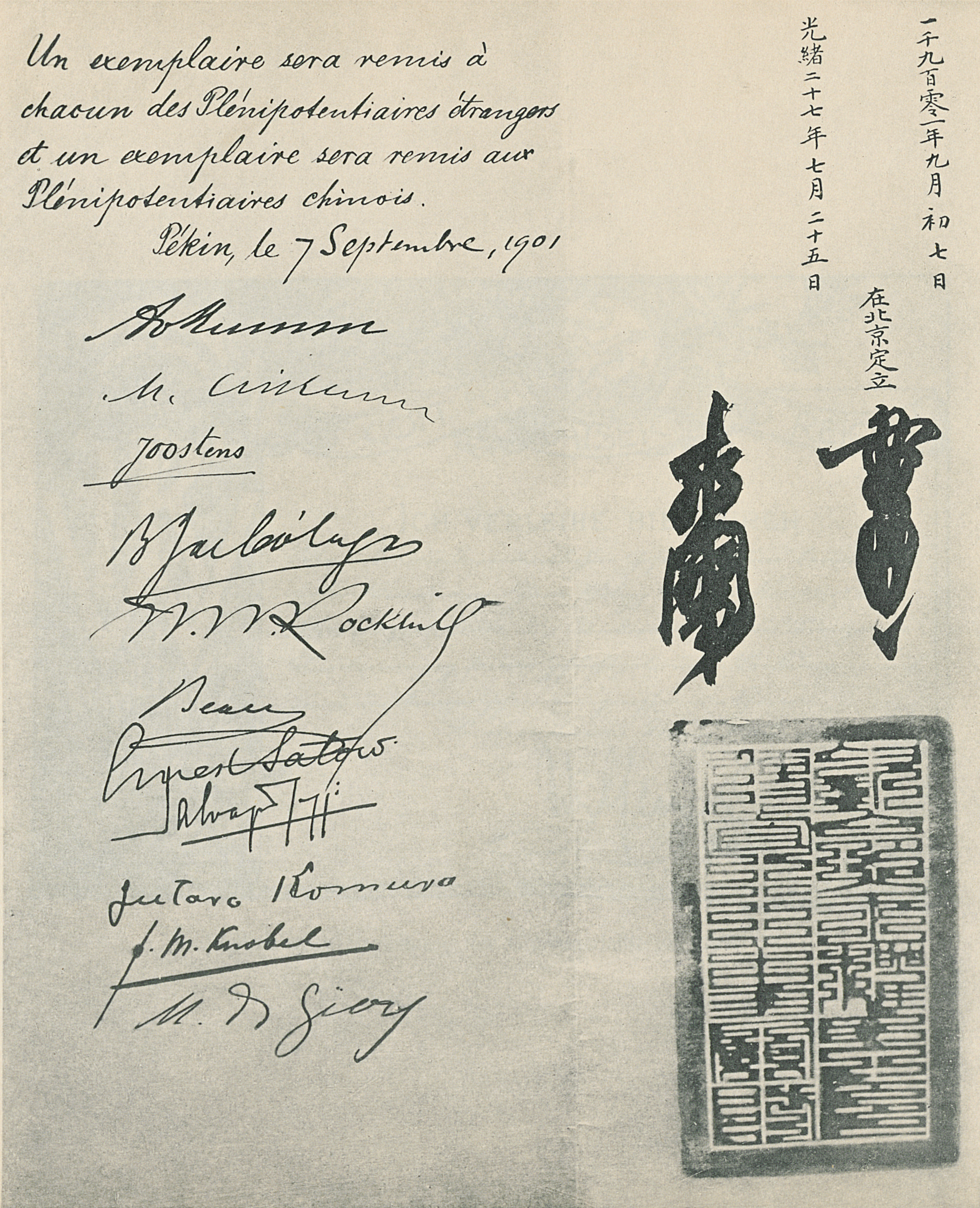
各國代表在《辛丑條約》的簽署

10月4日法國向各國提出備忘錄，包括懲兇、賠款，在北京及其附近地區駐軍、毀大沽炮台等六項要求；12月聯軍提出《議和大綱》十二條，12月24日清政府全盤接受，後來又加入了西班牙、比利時、荷蘭三國。
翌年（1901年）正月，清廷懲治「拳亂」罪首：端親王载漪、輔國公载瀾發配新疆；莊親王载勛、右都御史英年、刑部尚書趙舒翹等人勒令自盡；時任山西巡撫毓賢、禮部尚書啟秀等人處斬。四月，派醇親王载灃任頭等專使大臣，赴德謝罪；同時改「總理各國事務衙門」為「外務部」。
八國聯軍之行動，以清政府與十一個國簽訂《辛丑條約》告結；條約正文及附件十九項，於1901年9月7日正式簽署，規定清政府賠款白銀四億五千萬兩（以當時中國人口每人一兩計），年利息4厘，分三十九年付清，本利合計共九億八千二百多萬兩，以中國關稅和鹽稅作擔保，此即「庚子賠款」；此外，清廷承諾毀棄大沽口砲台，允許列強在北京、天津、山海關等地駐軍，造成京師門戶洞開，亦是1937年盧溝橋事變，日軍出現在平津一帶的原因。和約締結後，八國聯軍除留一部常駐京津、津榆兩線外，其餘撤退，但因不包括俄國獨自出兵的部分，造成1904年日俄戰爭爭奪滿洲。
战后由於這筆巨款償還困難，西方各国幾經考慮中國經濟衰落以及人口極度貧困等因素，陆续退还庚子赔款用於西方列強在中國的投資。這個做法由美國總統老羅斯福開始，美国获赔款2444万；它将尚未支付的1078万从1909年1月起退还中国，用於教育層面，例如成立清华大学。其它各国（日本、俄国除外）纷纷效仿美国，退还赔款並用於西方列強加強在中國的存在的其他用途。

## 勳章
大英帝國對於參戰的海軍與陸軍人員授與第三次中國戰爭勳章，對三場戰役的參戰者授與勳扣：「大沽口炮台之戰」、「使館區自救」、「使館區解圍（包括西摩爾遠征與北京之戰）」。

## 影響

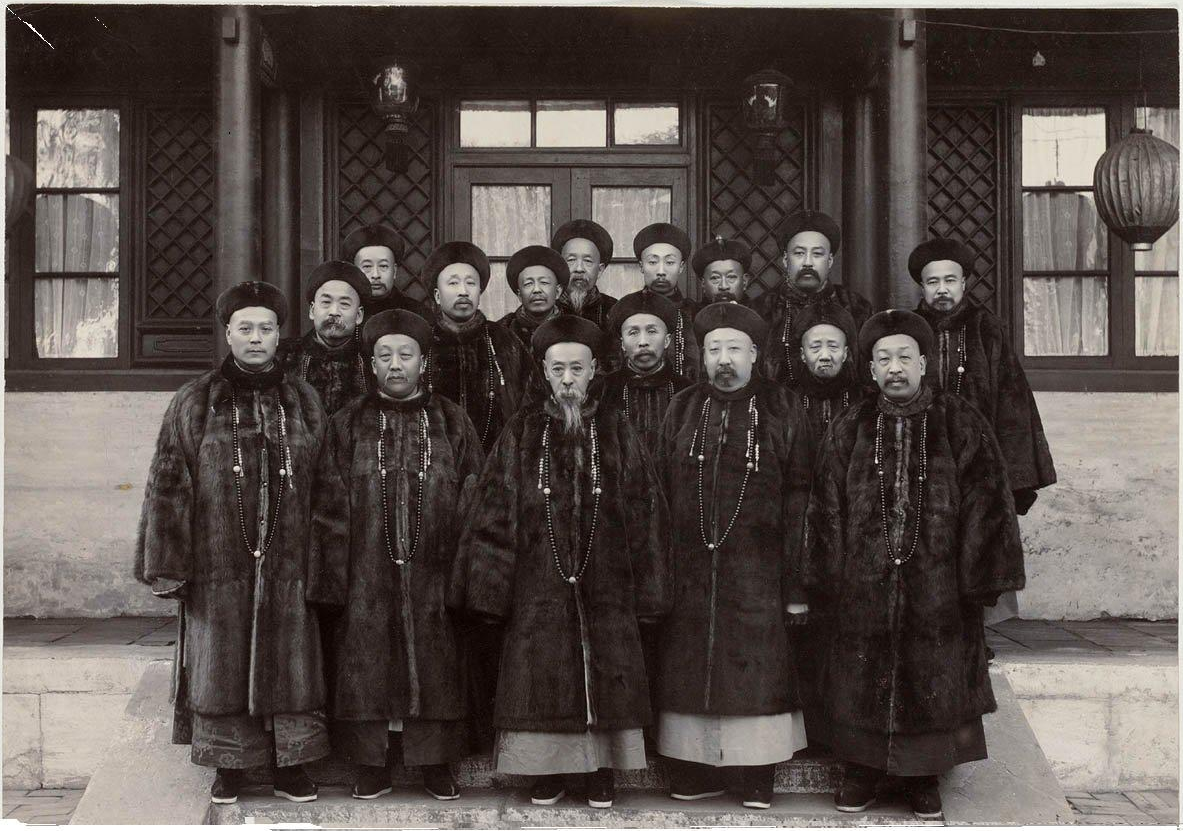
立憲運動中成立的慶親王內閣

### 清統治體制變動與中國衰弱
華北大亂之際，東南各省督撫自行宣布中立；從此清中央政府權威低落，漢族有力疆臣抬頭。
慈禧太后發動第三波政治變革清末新政（1901-1908）：建立36個師團新軍，新設商部（商工業省），獎勵實業；設置學部（教育部），改革教育，公布學制與設立學校，派遣留學生到日本，廢止科舉考試，1906年答應模仿日本實施憲政，1908年宣布模仿日本明治憲法的大綱，並在各省成立諮議局（地方議會）建立以日本為範本的主權國家。

### 遠東列強勢力變動
俄國除了與隨聯軍進攻北京外，更另外從南北兩路派二十餘萬人進佔滿洲。北路俄軍8月攻佔黑龍江將軍駐地齊齊哈爾，至9月佔領吉林烏拉駐地吉林；南路8月佔據營口，10月佔領盛京，10月6日兩軍會師，佔據了南滿全境。
1902年，英國為防範俄國南下，圖以日本作為牽制，乃與日本締結英日同盟。日俄兩國圍繞著朝鮮王朝歸屬及南滿洲利權等問題角力，終於引爆1904-1905年間的日俄戰爭。

## 八國聯軍的暴行

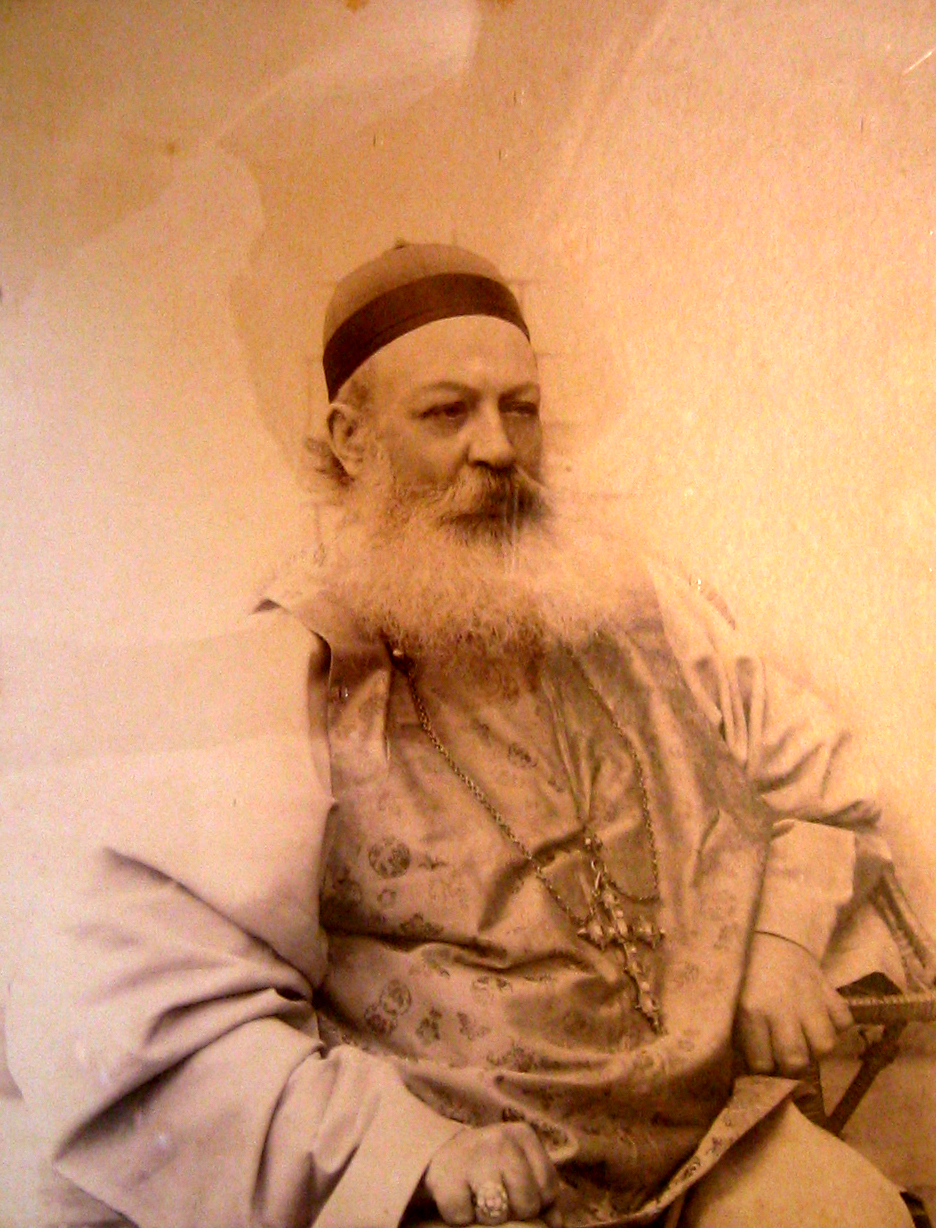
樊国梁

雖說義和團所具備有的犯罪性質，但前來平亂的八國聯軍期間也沒有很好的維持治安，加之所謂「聯軍」僅為了施以對等報復而雜湊而成，各國利益內部矛盾，沒有統一的秩序與軍紀下，德軍、俄軍、法軍有屠殺、強姦、搶劫、燒毀等暴行。
在北京，樊国梁教士被指控发出“布告”容許天主教徒在8月18日教堂解围后八天之内抢奪生活必需品，规定抢奪不满50银两的，不用上缴；超过50银两的，应負責償還，或交教堂處理。樊国梁在《紐約時報》發表聲明，否認下令搶劫，而是因為當時有店無人，無法購買生活必需品，才自行搬走，但他下令要登記拿走多少，事後依記錄付了款。
根据美国作家马克·吐温撰文的揭露，美国基督教传教士梅子明在美国第六骑兵团陪同下，在北京周边地区搜寻拳民，处死了义和团拳民。另外，《纽约太阳报》在1900年12月24日报道中引用梅子明的话，指控非其所属的天主教除了收取赔偿金以弥补损失外，还要求以命抵命，用人头换人头；在任丘，有680名天主教徒被杀，所以他们要求680条人命相抵。

## 影視作品
1963年，山繆·布榮士敦将此役拍成影片《北京55日》，由演过《十誡》的明星卻爾登·希斯頓，英国女星弗洛拉·羅布森（飾慈禧），「華裔食神」周英華，台湾童星巴戈演出。

### 引用
1. 香港教育局.（中四至中六）《中國歷史科支援教材（必修部分）》 （页面存档备份，存于）.
2. ↑  （英）宝复礼.  [八国联军侵华战争回忆录]. 由宋美盈; 李茜茜; 何彩琴翻译. 北京市: 东方出版社. 2015年  [2023-05-28]. ISBN 978-7-5060-7719-4. （原始内容存档于2023-05-28）.
3. ↑  王重旭. . 北京市: 华夏出版社. 2009年. ISBN 9787508054216.
4. ↑  . 人民网. 2021年11月8日.
5. ↑  网易. . www.163.com. 2022-11-08  [2024-09-21]. （原始内容存档于2024-09-21）.
6. ↑  《劍橋中國晚清史下卷·第二章·晚清的對外關係1866-1905瓜分中國的危險》 瓜分中國的危險-割地狂潮:"在三國干涉以後，德國要求在中國取得一處海軍基地作為酬勞，它列舉了所有其它列強都在東亞擁有基地的事實，如英國之在香港，法國之在東京，俄國之在海參崴等。中國拒絕了這個要求。但在1897年德皇訪問俄國時，他得到沙皇含糊其詞的諾言，即讓德國佔領山東省的膠州。德國人隨後便以兩名德國傳教士在山東被殺害（在1897年11月）為理由佔領了膠州，迫使中國當局簽訂一項為期九十九年的租借條約，並取得了在山東境內建造兩條鐵路的特權。俄國外交大臣穆拉維約夫受此事鼓舞，爭取到沙皇對佔領旅順口和大連計劃的支持（維特對此舉持異議，但被駁回）。1897年12月，俄國借口保護中國不受德國的侵略，將這兩個港口強行佔領，又在次年3月迫使中國租出旅順和大連（為期二十五年），同時強迫中國讓它從中東鐵路修建一條南滿鐵路抵達這兩個港口，然後向西通至營口，向東通至鴨綠江。"
7. ↑  《劍橋中國晚清史下卷·第二章·晚清的對外關係1866-1905瓜分中國的危險》義和團起義:「1860年英法的入侵，使清宮廷逃到熱河，隨後又敗於法國人和日本人之手，在1897—1898年外國又競相向中國要求割地，并发展教民巩固特权：這些都使太后有充分理由怨恨外國人。」
8. ↑  王连夫. . 广东省立中山大学图书馆. 2014-09-01  [2015-01-03]. （原始内容存档于2016-03-04）.
9. ↑  .   [2011-08-30]. （原始内容存档于2011-08-30）.
10. ↑  《劍橋中國晚清史下卷·第二章·晚清的對外關係1866-1905瓜分中國的危險》义和团起义:"此时外国驻北京的公使们公开反对她废黜光绪皇帝和立端王之子为大阿哥的计划。太后和端王因无力反对外国对他们的计划的干涉而感到丢脸和沮丧，便转而支持义和团运动这一排外的暴动。"
11. ↑  . （原始内容存档于2019-05-02）.
12. ↑  雷家聖. . 五南. 2016: 232. ISBN 9789571188119.
13. ↑  中國評論學術出版社：國門口兩種制度文化的碰撞 （页面存档备份，存于）
14. ↑  劉本森.  (PDF). 中央研究院近代史研究所集刊 (中央研究院近代史研究所). 2015年3月, (第87期): 67–68 [民國104年]  [2017-10-08]. （原始内容存档 (PDF)于2016-05-27）.
15. ↑  .   [2010-04-06]. （原始内容存档于2010-04-06）.
16. ↑  Aaron Simon Daggett. . Hudson-Kimberly publishing. 1903: 106–107.
17. ↑  胡绳.《从鸦片战争到五四运动》(PDF).北京：人民出版社.1998年.第十九章.第三节
18. ↑  .   [2021-10-20]. （原始内容存档于2021-10-22）.
19. ↑  Peter Duckers. . Bloomsbury Publishing. 2011-10-20: 1824,1864頁  [2023-12-12]. ISBN 978-0-7478-1177-0. （原始内容存档于2023-12-12）.
20. ↑  Colin Narbeth. . James Clarke. 2002年: 67頁. ISBN 978-0-7188-9009-4.
21. ↑  .   [2024-01-18]. （原始内容存档于2024-01-18）.
22. ↑  1900年12月14日，法国《北方醒报》登载某回国士兵的陈述：“从北堂我们开向皇宫，修士们跟着我们去，……他们怂恿我们屠杀、抢劫，……我们行抢都是替教士干的。我们奉命在城中为所欲为三天，爱杀就杀，爱拿就拿，实际抢了八天。教士们做我们的向导。我们进一家就随便拿东西，我们把店掌柜抓了当仆役，教士们把抢来的东西，让他们背着运到北堂去了……”
23. ↑  《拳事杂记》记载：“联军尝将其所获妇女，不分良贱老少，尽驱诸表背胡同，使列屋而居，作为官妓。其胡同西头，当径设法堵塞，以防逃逸，惟留东头为出入之路，使人监管，任联军人等入内游玩，随意奸宿。”
24. ↑  “（1）每户为全家使用，在解围后八天之内所抑之粮、煤或其他物品，如基其总值不超过五十两银子（折合175法郎），可视为无义务偿还，因为这些东西属于绝对必需。（2）每户或每人于上述期间所抢之物，价值如超过五十两银子的，应负责偿还，可通知自己的本堂神父，将多余之物归公”。……（《遣使会年鉴》1902年（合订本），第229页－230页）
25. ↑  . 《紐約時報》. 1901-12-01  [2013-12-09]. （原始内容存档于2013-12-14）.
26. ↑  L. Terry Oggel. In J.R. LeMaster; James D. Wilson. The Routledge Encyclopedia of Mark Twain. Routledge. 13 May 2013. 第23页. ISBN 978-1-135-88128-3. "Reverend William S. Ament, and an assistant, Reverend Elwood Gardner Tewksbury, escorted by an American cavalry troop, searched the countryside for Boxers, collecting indemnities for slain converts, burning peasant's houses, and even asking the soldiers to shoot 'suspected Boxers' on the spot."（英文）
27. ↑  . 《New York Sun》. 1900-12-24: 1  [2020-06-07]. （原始内容存档于2020-06-07）. Mr. Ament declares… the Catholics, who demanded, in addition to money, head for head. They collect 500 taels for each murder of a Catholic. In the Wenchiu country, 680 Catholics were killed and for this the European Catholics here demand 750,000 strings of cash and 680 heads.
28. ↑  中国义和团运动研究会 (编). 《义和团运动与近代中国社会》. 四川省社会科学院出版社. 1987年. 第288页. ISBN 978-7-80524-037-4.